# Gonospira uvula
Espèce
Statut de conservation UICN

 EN B1+2a : En danger
Gonospira uvula est une espèce de mollusque gastéropode terrestre de la famille des streptaxidés. Elle constitue un représentant de la faune endémique de La Réunion, La Réunion étant une île française de l'océan Indien.